# Ветеринарный воротник
Ветеринарный воротник также известный как Елизаветинский воротник, защитный воротник, послеоперационный воротник, ветеринарный конус и конус позора — медицинское приспособление для животных, чаще всего собак или кошек, в форме усечённого конуса. Служит для того, чтобы не давать животному лизать и грызть повреждения или повязки на теле, а также расцарапывать и расчёсывать повреждения или повязки на голове или шее. Это предотвращает усугубление повреждений и препятствует внесению вторичной инфекции.
Воротник прикрепляется к ошейнику питомца с помощью завязок, которые продевают через отверстия по бокам в основании воротника. Воротник должен быть достаточно коротким, чтобы не мешать животным есть и пить. Хотя большинство домашних животных привыкают к воротнику достаточно хорошо, некоторые отказываются от еды и питья с надетым воротником, для таких животных воротник временно снимают во время еды.
Воротники обычно можно приобрести в ветеринарных клиниках, в ветеринарных аптеках или зоомагазинах, также их можно сделать самостоятельно из пластмассы и картона или из пластиковых горшков для цветов, мусорных корзин, вёдер или абажуров. Современные воротники могут иметь по краям мягкую ткань для увеличения комфорта животного и липучки для удобства крепления и снятия. 
Елизаветинские воротники были изобретены в начале 1960-х годов Фрэнком Л. Джонсоном и, по причине схожести внешнего вида, названы в честь воротников, которые носили в Елизаветинскую эпоху.

## Галерея
- Воротник из мягкой ткани.
- Надувной воротник. Более удобный, не мешает животным есть и пить.
- Воротник для лошади.
- Кошка в ветеринарном воротнике
- Крыса в ветеринарном воротнике
- Кошачий лемур в ветеринарном воротнике